# Lixophaga limoniina
Lixophaga limoniina är en tvåvingeart som beskrevs av Richter 1995. Lixophaga limoniina ingår i släktet Lixophaga och familjen parasitflugor. Inga underarter finns listade i Catalogue of Life.